# پندلتون، لانکاشر
پندلتون (به انگلیسی: Pendleton) یک روستا و محله مدنی در بریتانیا است که در Ribble Valley واقع شده‌است. پندلتون ۲۰۳ نفر جمعیت دارد.